# Evansia merens
Genre
Espèce
Evansia merens, unique représentant du genre Evansia, est une espèce d'araignées aranéomorphes de la famille des Linyphiidae.

## Distribution
Cette espèce se rencontre en Europe.
Sa présence est incertaine au Japon.

## Description
Les mâles mesurent de 2 à 2,3 mm et les femelles de 2,5 à 3 mm

## Systématique et taxinomie
Cette espèce a été décrite par O. Pickard-Cambridge en 1901.
Ce genre a été décrit par O. Pickard-Cambridge en 1901 dans les Theridiidae.

## Étymologie
Ce genre est nommé en l'honneur de William Evans (1851–1922) d'Édimbourg.

## Publication originale
- O. Pickard-Cambridge, 1901 : « Some notes on British spiders observed in 1899. » Proceedings of the Dorset Natural History and Antiquarian Field Club , vol. 21, p. 18-39.